# 1090-es busz
Az 1090-es jelzésű autóbuszvonal távolsági autóbuszjárat Budapest és Hódmezővásárhely között, Kiskunfélegyháza, Kecskemét, Szentes  érintésével. melyet a MÁV Személyszállítási Zrt. lát el.

## Közlekedése
Négy járatpár szállítja az utasokat, ebből Hódmezővásárhelyig egy, Budapest felé kettő járat közlekedik végig a vonalon. A Hódmezővásárhelyről induló járatokból az egyik munkaszüneti napokon nem közlekedik. Egy naponta közlekedő járatpárnak Szentes a végállomása. A többi járat végállomása Kiskunfélegyháza, amik munkaszüneti napok kivételével naponta közlekednek.

## Megállóhelyei
| 0  | Budapest, Népliget autóbusz-pályaudvar végállomás | 12 | 1, 1A 83 254E 901, 914, 914A, 918, 950, 950A 607, 608, 616, 625, 626, 628, 629, 630, 631, 632, 633, 635, 636, 637, 650, 653, 654, 655, 656, 657, 660, 661, 679, 705 1080, 1085, 1087, 1092, 1094, 1110, 1111, 1113, 1115, 1120, 1121, 1123, 1125, 1130, 1131, 1134, 1136, 1172, 1173, 1174, 1175, 1176, 1177, 1183, 1184, 1185, 1188, 1194, 1204, 1205, 1212, 1215, 1216, 1229, 1251, 1253, 1254, 1257, 1268                                                                                | Népliget autóbusz-pályaudvar Népliget Planetárium, Groupama Aréna |
| 1  | Kecskemét, Széchenyiváros                         | 11 | 1080, 1081, 1085, 1087, 1092 5240, 5241, 5242, 5245 |                                                                   |
| 2  | Kecskemét, autóbusz-állomás                       | 10 | 1, 2D, 2S, 7, 7C, 12D, 15, 19, 21, 21D, 22, 25, 32 550, 551, 553, 555 1080, 1081, 1085, 1087, 1092, 1348, 1362, 1376, 1499, 1524, 1528, 1529, 1547, 1566 4777, 5075, 5076, 5202, 5203, 5205, 5206, 5207, 5208, 5209, 5210, 5211, 5212, 5213, 5214, 5215, 5216, 5217, 5218, 5219, 5220, 5221, 5222, 5223, 5224, 5225, 5226, 5227, 5228, 5229, 5230, 5231, 5232, 5233, 5234, 5235, 5236, 5237, 5238, 5239, 5240, 5241, 5242, 5243, 5244, 5245, 5250, 5255, 5258, 5279, 5354, 5359, 5387, 5502 |                                                                   |
| 3  | Kecskemét, Daimler 1. kapu,                       | ∫  | 1D, 2D, 12D, 14D, 15D, 21D 550, 553 1080, 1092 5075, 5076, 5202, 5209, 5210, 5211, 5212, 5213, 5214, 5215, 5216, 5217, 5218, 5227, 5235, 5237, 5238, 5245, 5250, 5255, 5258, 5279, 5387 |                                                                   |
| 4  | Városföld, bejárati út                            | 9  | 1092 5075, 5213, 5215, 5216, 5217, 5255, 5258, 5279 |                                                                   |
| 5  | Kiskunfélegyháza, Petőfi lakótelep                | 8  | 1092, 1499 5075, 5213, 5215, 5216, 5255, 5258 |                                                                   |
| 6  | Kiskunfélegyháza, autóbusz-állomás végállomás     | 7  | 1092, 1499, 1517, 1577 5075, 5076, 5123, 5213, 5215, 5216, 5217, 5251, 5252, 5253, 5255, 5256, 5257, 5258, 5259, 5260, 5261, 5263, 5265, 5266, 5267, 5268, 5270, 5271 |                                                                   |
| 7  | Gátér, községháza                                 | 6  | 1092, 1499, 1577 5123, 5255, 5259 |                                                                   |
| 8  | Csongrád, autóbusz-állomás                        | 5  | 1, 1A, 3 1092, 1094, 1499, 1517, 1518, 1577 5001, 5004, 5010, 5011, 5100, 5105, 5107, 5109, 5110, 5111, 5112, 5123, 5140, 5255 |                                                                   |
| 9  | Szentes, Kiss Zsigmond utca                       | 4  | 1092, 1094, 1499, 1518 5004, 5010, 5011, 5105, 5109, 5110, 5123, 5140, 5255 |                                                                   |
| 10 | Szentes, autóbusz-állomás végállomás              | 3  | 1, 3, 3A 1092, 1094, 1375, 1499, 1515, 1516, 1518, 1577 5004, 5007, 5010, 5011, 5105, 5109, 5110, 5120, 5121, 5122, 5123, 5125, 5126, 5127, 5128, 5129, 5130, 5132, 5140, 5143, 5150, 5255 |                                                                   |
| 11 | Hódmezővásárhely, Jókai utca                      | 2  | 42, 43, 45 1094, 1515 5004, 5010, 5105, 5150 |                                                                   |
| 12 | Hódmezővásárhely, Lázár utca                      | 1  | 43 1094, 1375 5004, 5010, 5105, 5150 |                                                                   |
| 13 | Hódmezővásárhely, autóbusz-állomás végállomás     | 0  | 42, 43, 44 1094, 1374, 1375, 1441, 1486, 1515 4833, 4990, 5004, 5005, 5010, 5105, 5150, 5160, 5165, 5167, 5169 |                                                                   |